# Обстріл
Обстріл — це форма вогневого ураження противника, що здійснюється шляхом ведення вогню з різних видів зброї (зазвичай артилерійської, РСЗВ, мінометів, стрілецької зброї або дронів-камікадзе) по визначених цілях.

## Види обстрілів
- Артилерійський обстріл — ведення вогню з гармат, гаубиць, мінометів[1].
- Ракетний обстріл — застосування керованих або некерованих ракет[1].
- Авіаційний обстріл — ураження з повітря, зокрема скидання авіабомб[1].
- Обстріл з РСЗВ — масований залповий вогонь з реактивних систем[1].
- Дроновий обстріл — атака дронами-камікадзе або ударними БпЛА[1].

## Правові аспекти
Згідно з міжнародним гуманітарним правом, обстріл цивільних об'єктів без військової необхідності є воєнним злочином.

## Приклади
- Масований ракетний обстріл України 8 липня 2024 — атака по цивільних об'єктах, зокрема лікарні «Охматдит»[2].
- Обстріл Охматдиту — приклад порушення норм міжнародного права[2].
- Обстріли Сумської області (2022–2025) — систематичне застосування артилерії та дронів по прикордонних громадах[1].